# Семейство Сабанджъ
Семейство Сабанджъ̀ е една от най-богатите и влиятелни фамилии в Турция според списъка на милиардерите на Forbes за 2016 г., с приблизително състояние, вариращо между 20 – 30 милиарда долара.
Основният бизнес на семейството е основан от Хаджъ Юмер Сабанджъ през 30-те години на миналия век. Хаджъ Юмер Сабанджъ, родоначалникът на фамилията, се премества от родния си Кайсери в Адана в началото на 20-те години на миналия век. Неговият бизнес се разраства отчасти поради намалената конкуренция в резултат на арменския геноцид. Някои членове на семейството от второ и трето поколение днес управляват групата от компании Sabancı Holding. Повечето от компаниите са създадени с усилията на второто поколение членове на семейството, Сакъп Сабанджъ, Хаджъ Сабанджъ, Шевкет Сабанджъ, Ерол Сабанджъ и Юздемир Сабанджъ. След смъртта на Сакъп Сабанджъ през 2004 г., известен също като Сакъп Ага, внучката на основателя Гюлер Сабанджъ е избрана да управлява Sabancı Holding.
Днес някои второ и трето поколение членове на семейството са напуснали ръководните си позиции в Sabanci Group и са създали свои собствени компании като Densa, Demsa и Esas Holding, която притежава Pegasus Airlines.
Фамилията е известна и като голям меценат на произведения на изкуството. Сабанджъ спонсорират построяването на най-голямата джамия в гр. Адана, Турция.